# ゲオルギオス・ロウバニス

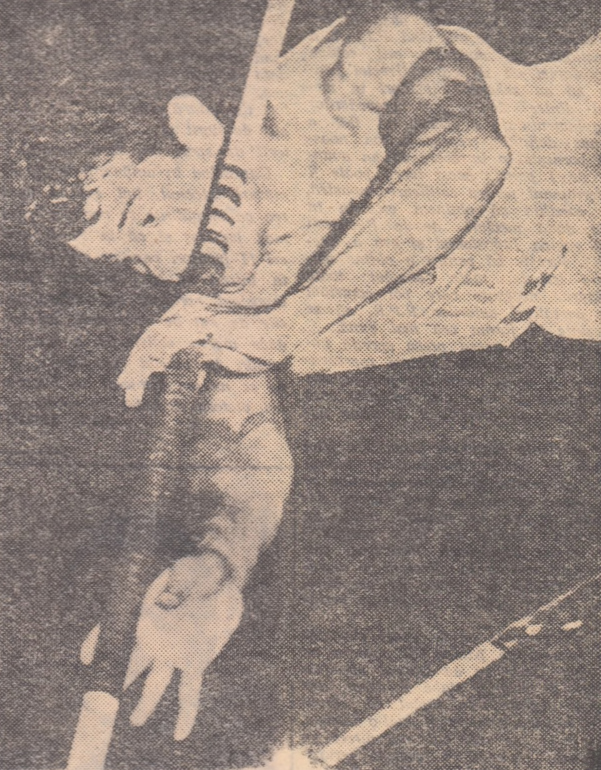
ロウバニス

ゲオルギオス・ロウバニス（希: Γεώργιος Ρουμπάνης; ラテン文字転写: Georgios Roubanis、1929年8月15日 - 2025年2月11日）は、ギリシャの陸上競技選手。テッサロニキ生まれ。1956年メルボルンオリンピックでは、棒高跳で当時のギリシャ記録となる 4.50 m を跳び、銅メダルを獲得した。
彼は1961年に競技から引退したが、その後も全ギリシャ美容体操協会の会長を務めるなど、ギリシャのスポーツ界の発展に一定の貢献を果たした。